# 杰内大清真寺
杰内大清真寺（法語：是一座闻名于世的苏丹-萨赫勒式巨型土坯建筑。该清真寺位于马里杰内市巴尼河的河漫滩上。该地的首座清真寺始建于13世纪左右，但现今的这座建筑只可追溯到1907年。该建筑是杰内市的城区中心建筑，也是非洲最著名的地标性建筑物之一。1988年，这座清真寺与同城的杰内古塔一同被联合国教科文组织列入世界文化遗产名录。

## 历史

### 首座清真寺
该城第一座清真寺的具体始建时间已难以考证，但一般认为是在1200年到1330年这个时间段内。文献上的最早记载出自al-Sadi所写的《Tarikh al-Sudan》一书。该地的清真寺在成书时的17世纪中叶时已经存在，而书中记录了该地清真寺的更早的一段历史，但据推测仅有可能只是根据一些口述资料整理而得。《tarikh》中叙述说苏丹Kunburu成为穆斯林后，推平了自己的宫殿，另建一座清真寺，而他自己则在清真寺的东面新蓋了一座宫殿。他的继任者为清真寺建造了高塔，而其他后辈继任者则构建了围墙。

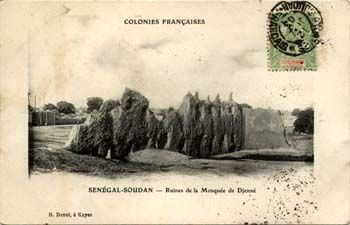
在一张发行于世纪之交的法国明信片上，画有原清真寺因荒废而损毁的情景。

在法国探险家荷尼·凯利（René Caillié）1828年达到杰内城以前，再无其它能找到的对于大清真寺的有效文献记载。荷尼写道：“在杰内城中有一座用泥土建造的清真寺，立有2座巨大但并不算高的塔楼；建造得并不精致，虽然规模很大。人们任由千百只燕子在清真寺上安家。这产生了一股很不好闻的气味。人们为了远离这种令人不愉快的气味，一般都会跑到外部的小庭院那边去做祷告。”

### 塞库·阿玛杜的清真寺
在荷尼到达的10年前，富拉尼人领袖塞库·阿玛杜（也即阿赫马杜·洛博）建立了他自己的吉哈德，并占领了这座城市。塞库似乎对当时的清真寺并不满意，一直废弃对该清真寺的修缮工作。那座清真寺可能就是凯利所看到的那座。塞库还把附近的其它几座小清真寺都关闭了。 1834年到1836年间，塞库在清真寺的东侧，也就是恰在原宫殿的旧址上，又新建了一座清真寺。新寺庙规模很大，但没有建造塔楼，也没有任何装潢。
1893年4月，路易斯·阿希纳（Louis Archinard）率领法军占领了这座城市。不久，法国记者菲力·杜布瓦（Félix Dubois）来到此地，并描述了旧清真寺的残迹。在他来访时，受损的旧清真寺的内部正被当做墓地使用。杜布瓦在《Timbuctoo: the mysterious》一书中给出了一个平面图以及草图，用以描述损毁前的旧清真寺在他的想象中是个什么样子。

### 现今的清真寺

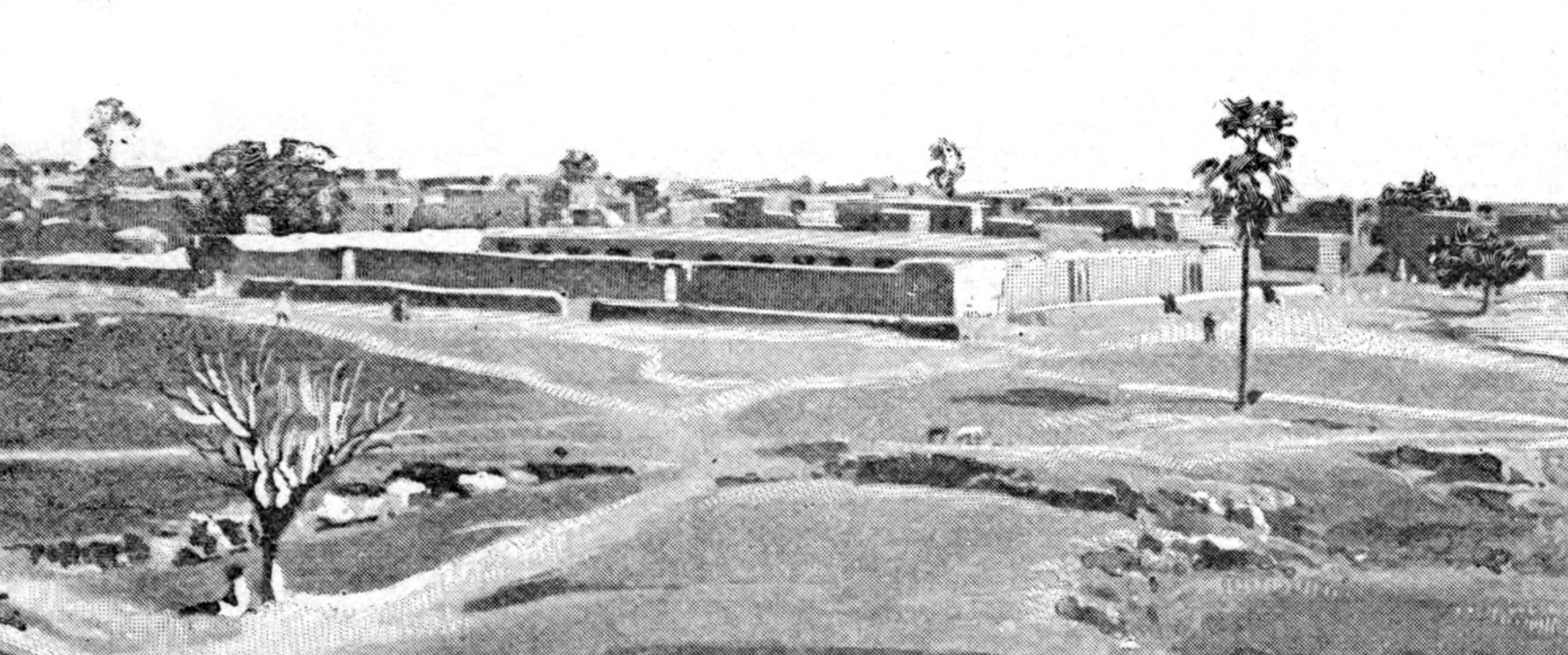
由塞库·阿玛杜所建的新清真寺之西南侧实景图。出自菲力·杜布瓦"Timbuctoo: the mysterious"一书。

1906年，管辖城镇的法国当局重建了旧清真寺，而在塞库的新清真寺改建为学校。重建工程由城内的泥瓦匠行会长Ismaila Traoré指挥，使用了许多被强迫参与的劳工，于1907年完工。从那时拍摄的照片可以看出，至少有一部分新的外墙与旧墙在位置上是重合的，但是尚不能肯定支撑穹顶的立柱的布局是否有所变化。所谓"qibla"墙内的3座大塔的对称式布局是清真寺重建后最显眼的新特点。关于重建后清真寺的风格在多大程度上受到了法式建筑影响的问题，还引起过长期的讨论。1910年杜布瓦重游杰内城时，被这座面貌大不相同的建筑所震惊了。他认为这是法国殖民政府弄巧成拙干出来的“好事”，并写道它的外形就像是介于刺猬和教堂管风琴（church organ）之间的不伦不类的过渡品。他认为锥形顶的存在使得整个建筑看起来像极了一座祭拜栓剂（suppositories）之神的巴洛克风格的寺庙。与之相反，作家简-路易·布吉瓦（Jean-Louis Bourgeois）则争辩说，除了里面的一些拱门外，法式风格对建筑的影响很小，而且整体设计算是“基本符合非洲风格的”。
东侧墙的正前面有2块墓地。靠南的大墓地里埋葬有Almany Ismaïla的遗体，他是18世纪的一位重要的伊玛目。在法国殖民早期，为创造一片可以走人的开阔地带，清真寺东侧的一个池塘被泥土填平。这里现在成了每周办一次的集市所在地。
马里的许多清真寺内都加设了电线和管道。有时，建筑物的原始表面由于铺管道的需要而所有修整，从而也破坏了其原本的历史外貌，有时还会破坏建筑结构的整体性。但是大清真寺装备了一套扬声器系统，城内居民为保护建筑的整体性而抵制各种现代化修整。历史遗迹保护专家赞扬当地社区对于文化保全所作的努力，并从90年代起开始关注居民们对清真寺的保护。
1996年，《时尚》杂志在清真寺内办了一场时装表演。《时尚》杂志拍摄了不少衣着暴露的女性模特照片，这超出了当地居民价值观念的接受程度，因此，非穆斯林人从此不再被允许进入该清真寺。
该清真寺也见于2005年电影《撒哈拉》中。

## 文化影响

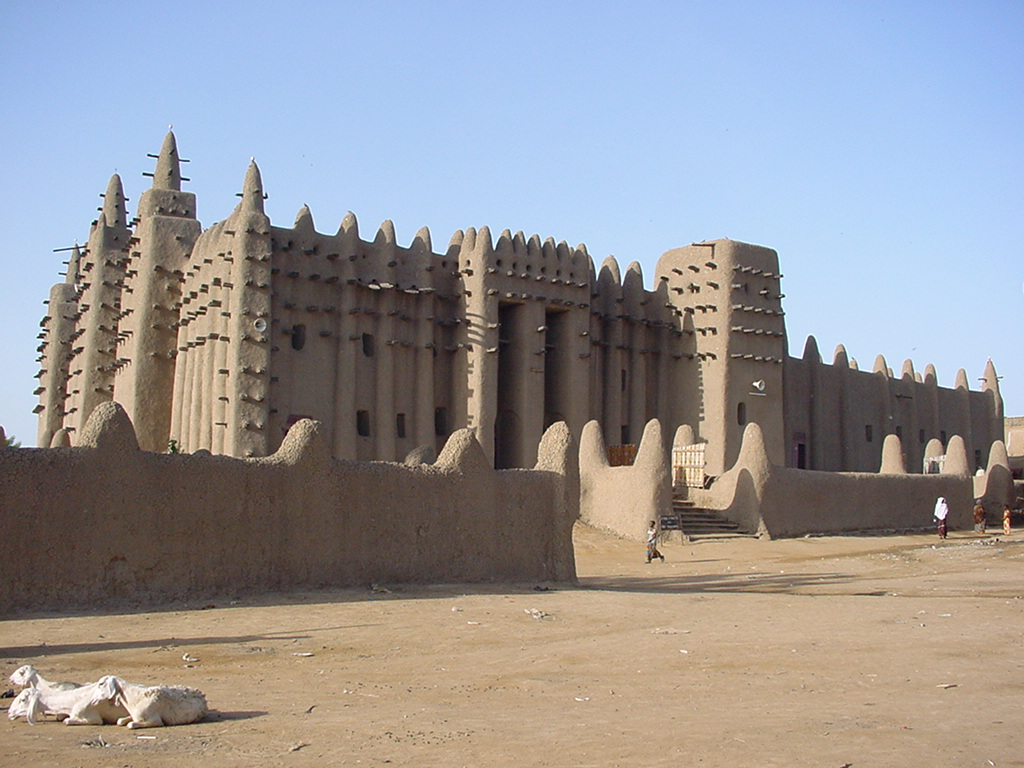
主入口位于北墙。

整个杰内市社区的人们都会积极参与到对大清真寺的修缮工作中来，而且还会把整个修缮工作当做某种特殊的年度节日一样来过。既然算是一个节日，这其中当然包括人们聚在一起分享音乐和食物，但主要目标还是修缮清真寺在过去一年内暴露出的一些损毁问题（墙体最常见的问题是由阴雨导致的侵蚀和由气温及湿度变化而引起的干裂）。在节日来临的前几日，灰泥会被提前放入沟渠里备用。原料的成熟过程需要花上好几天时间，还需要每隔一段时间对其进行一次搅拌。搅拌工作常交给爱捏泥巴的孩子们去完成。男人们可借助清真寺内内置的脚手架和由嵌入墙体的棕榈木排成的楼梯爬上清真寺的高处，将灰泥涂抹到出现问题的清真寺墙体表面。
另外一组男人则负责把沟渠处存放好的灰泥运送给清真寺内的修缮员们。在节日的头一天还会举行赛跑，以决出谁是第一个把灰泥运送到清真寺的人。妇女和女孩们在节日前夕把水送到沟渠，在节日期间则负责把水送给修缮员们。杰内泥瓦匠行会的成员负责指导工作，社区中已参加过多次节日劳动的年长者则以荣誉者的身份坐在集市广场上观看这个修缮过程的进行。
在中世纪，旧的大清真寺曾是非洲最重要的伊斯兰文化学习中心之一。数以千计的学子曾慕名来到杰内的伊斯兰学校学习《古兰经》。含大清真寺的杰内旧城区在1988年被联合国教科文组织列入世界文化遗产名录。虽然当地的很多小清真寺比大清真寺的翻新时间更久一些，但大清真寺仍是杰内城和马里国的最重要标志物。
2006年1月20日，因有人目击到一队人在清真寺顶似乎有用力踢踏砖墙的行为，城内引起了一场暴力事件。当时那一队人只是在检查房顶，这是由阿迦汗文化信仰基金会所资助的修缮计划的一部分。那队人发现情况失控后很快溜之大吉，以免遭私刑处死。清真寺内的暴民捣毁了伊拉克战争期间由美国赠送的通风扇，还在城内掀起了一股暴乱风潮。人群劫掠了文化部门（Cultural Mission）和市长的家，毁坏了伊曼（iman）弟弟的汽车，还毁坏了属于伊曼本人的3辆汽车。本地警方无法控制局面，不得不从莫普提区请来了援军。混乱造成1人死亡。
2009年11月5日星期四，因连续下来了一整天总降水量达75mm的暴雨，"qibla"墙南塔的上部出现坍塌。阿迦汗文化信仰基金会资助了塔楼的重修工作。

## 延伸阅读
- Prussin, Labelle,  (PDF), African Arts (UCLA James S. Coleman African Studies Center), 1968, 1 (2): 32–74, JSTOR 3334324, doi:10.2307/3334324[永久].
- Schutyser S., Dethier J., Gruner D. (2003) Banco, Adobe Mosques of the Inner Niger Delta, Milan: 5 Continents Editions, ISBN 88-7439-051-3
- Snelder, Raoul, Hasan-Uddin, Khan , 编, , MIMAR: Architecture in Development (Singapore: Concept Media), 1984, 12: 66–74, （原始内容存档于2013-10-24）.